# エディンバラ - ダンブレイン線
エディンバラ - ダンブレイン線は、イギリス、スコットランド中東部にある鉄道路線である。エディンバラからフォルカーク、スターリングを経由してダンブレインに至る。

## 運行

### 接続路線
- ダンブレイン - ハイランド本線（英語版）
- スターリング - クロイ線（英語版）
- ラーバート - クロイ線
- キャメロン - カンバーノールド線（英語版）
- ポルモント - グラスゴー - フォルカーク - エディンバラ線（英語版）
- エディンバラ・パーク - ノース・クライド線
- エディンバラ・ウェイヴァリー - イースト・コースト本線、ノース・ベリック線、ボーダーズ・レールウェイ

### 2004年 - 2018年
2004年から2015年まではファースト・スコットレールが、2015年からはアベリオ・スコットレールが運行を担っている。列車の多くは158形及び170形によって運行され、一部列車のみ156形が使用された。
なお、2002年から2015年までの期間はエディンバラ・クロスレール（現在のボーダーズ・レールウェイの一部）と直通運転を行っていた。

### 2018年 -
ポルモント信号所からダンブレインへの電化に伴い、2018年12月8日より電車による運転が開始された。当初は365形による運転で、一部列車は気動車による運行であったが、2019年3月からは全列車が385形に統一された。同時に、新設されたカンバーノールド線エディンバラ - グラスゴー間直通列車に置き換えられる形で、平日・土曜ダイヤにおいてポルモントとリンリスゴーが通過駅となった。

## 歴史

### 開業
エディンバラ - ダンブレイン線は以下の4段階で建設、開業している。
- 1842年 - エディンバラ・アンド・グラスゴー鉄道（英語版） - ヘイマーケット - ポルモント
- 1846年 - エディンバラ・アンド・グラスゴー鉄道 - エディンバラ・ウェイヴァリー - ヘイマーケット
- 1847年 - スコティッシュ・セントラル鉄道（英語版） - カーミュアーズ／ラーバート信号所 - ダンブレイン
- 1850年 - スターリングシャー・ミッドランド・ジャンクション鉄道 - ポルモント - カーミュアーズ／ラーバート信号所

### 電化
エディンバラ - ダンブレイン線は2018年にセントラルベルトの鉄道路線電化計画の一環として電化された。